# Nacho Libre
Nacho Libre (Súper Nacho en España) es una película de comedia del 2006 dirigida por Jared Hess, quien debutó en los largometrajes con la comedia Napoleon Dynamite. La película es una producción de Nickelodeon Movies. El guion fue escrito por Jared Hess, Jerusha Hess y Mike White. El filme fue vagamente basado en la historia de Fray Tormenta, alias Rev. Sergio Gutiérrez Benítez, un cura católico mexicano de la vida-real que tuvo unos 37 años de carrera como un luchador enmascarado. Él luchó para recaudar fondos para el mantenimiento del orfanato que dirige. Los productores son Jack Black, David Klawans, Julia Pistor y Mike White. La película fue recibida con críticas variadas por parte de los críticos.

## Argumento
Ignacio (Jack Black) es un fraile, cuyo sueño es ser luchador. Su madre era una misionera de Escandinavia y su padre era diácono de México. Murieron cuando Ignacio era pequeño. Creciendo como huérfano en un monasterio mexicano se convirtió en el cocinero del orfanato. Ignacio soñaba con convertirse en un luchador, pero la prohibición de la lucha en el monasterio no se lo permitía. Como en el orfanato la comida era escasa, a Nacho se le ocurrió un plan para conseguir el dinero para los huérfanos, ir a competir en la lucha libre, pero debe tener cuidado con la hermana Encarnación (Ana de la Reguera) con quien tiene mucho en común. Ignacio decide finalmente ser un luchador.
Un día, se encuentra a Steve el "Esqueleto" (Héctor Jiménez), con quien une fuerzas para que sean socios, pero para que los del monasterio no se enteren de las luchas, Ignacio se pone el apodo de "Nacho". Después de varios días de que les paguen por perder, Nacho no la está pasando muy bien. Cuando llega al orfanato, le avisa su secreto a Chanchito, uno de los huérfanos del monasterio. Stive le dice a Nacho que puede ser mejor si come la yema de un huevo de águila, entonces van con un hombre al pie de un acantilado no muy alto y nacho sube y come la yema, entonces intenta volar como un águila pero se cae. Descubriendo que eso no servía, decidió buscar la ayuda de Ramsés, uno de los mejores luchadores, pero Ramsés demuestra agresividad hacia la molestia de Nacho, entonces en la noche, Nacho y Stive entran en la fiesta de Ramsés para pedirle consejos, pero aunque no funciona, supieron que deben competir contra 7 luchadores.
Al día siguiente Nacho va a orar al monasterio, pero por accidente se quema su túnica marrón y los del monasterio ven su pantalón de luchador, Nacho entonces les promete si gana en la lucha de los 7 luchadores, les dará el dinero a los huérfanos. Esa noche, Nacho y Stive perdieron en la lucha, entonces al otro día Nacho se va del monasterio, pero antes de irse, Chancho le entrega su machete de la suerte. Pasando otro día Nacho estaba en el desierto, y Stive va a avisarle que el que ganó la competición de los 7 luchadores tuvo un "accidente", pero como Nacho quedó en segundo lugar, puede ir a luchar contra Ramsés. Entonces Nacho va y lucha, pero Ramsés le va ganando, así que la hermana Encarnación va junto con los huérfanos a ver la lucha, y así Nacho se anima a ganar, y derrota a Ramsés. Con el dinero, Nacho compra un autobús para salir de excursión con los huérfanos y su novia Encarnación y todos son felices.

## Reparto
- Ignacio "Nacho" - Jack Black
- Hermana Encarnación - Ana de la Reguera
- Stive "Esqueletor"" - Héctor Jiménez
- Ignacio (joven) - Troy Gentile
- Ramsés - Silver King
- Chancho - Darius Rose
- Juan Pablo - Moises Arias

## Fecha de estreno
La fecha de estreno fue en mayo del 2006, pero fue cambiado por Paramount para evitar competir con la película de X-Men: The Last Stand de Fox y una de las otras películas de Paramount como Misión imposible 3. El filme fue colocado en medio de los estrenos de la película de Disney/Pixar, Cars (9 de junio) y la de Warner Bros. y Legendary Pictures, Superman Returns (28 de junio). La película fue clasificada por la Asociación Cinematográfica de Estados Unidos (MPAA) como PG, es decir, que es necesaria la supervisión de los adultos, debido a la "acción bruta y al humor crudo, incluido el diálogo."[cita requerida]
El tema principal de la versión japonesa se llama "Go! Go! Carlito" de Jonny Jakobsen.
La película se estrenó en Blu-ray y en DVD el 24 de octubre del 2006, y la distribuyó Universal Pictures en Suecia, en España y en los Países Bajos.[cita requerida]

## Recepción
Metacritic le otorga un índice de audiencia de 52%, con los críticos divididos con respecto a la calidad del filme. Uno de los puntos más controvertidos de la película es el uso de estereotipos mexicanos.